# Husinska buna
Husinska buna, bio je oružani otpor rudara rudnika Kreke protiv nasilja organa državne vlasti tijekom generalnog štrajka rudara Bosne i Hercegovine, od 21. do 28. prosinca 1920. godine, nazvan po rudarskom selu Husinu kod Tuzle. Područje koje je zahvatila buna bilo je područje Husina, Lipnice i Morančana. Premda je štrajk izbio zbog vladinog kršenja sporazuma o visini nadnica, koji je ona sama potpisala, proglašen je subverzijom. Optuženi rudari branili su se da su se jedino borili za radnička prava te da nije bilo nikakvog elementa ustanka protiv države. U generalnom štrajku sudjelovalo je oko 7.000 radnika, a vodila ga je Komunistička partija preko Saveza rudara, na čelu s Mitrom Trifunovićem Učom.

## Buna
Dana 21. srpnja 1920. godine zaključen je kolektivni ugovor o radu između Zemaljske Vlade i Saveza rudarskih radnika. Njime je bilo predviđeno da svaka od ugovornih strana može tražiti reviziju. Socijalne prilike u kojima su rudari radili bile su iznimno teške te su ih natjerale u štrajk. Poštujući pravila, rudarska strana najavila je štrajk. I zaista, prema prethodnoj najavi, dana 20. prosinca 1920. godine rudari rudnika Kreka u Tuzli, obustavili su svoj rad. Glavni akteri štrajka bila je skupina od 19 rudara kojima se poslije sudilo. Rudarski štrajk nije odgovarao ni vrhovnim ni lokalnim vlastima.
Istog dana izdana je rudarima Kreke naredba koja je kršila zakonske norme. Od rudara se u naredbi zahtijevao prijekid štrajka u roku od tri dana, dok je zakonski rok za štrajk bio 8 dana. Svima koji ne postupe po ovoj naredbi zaprijetilo se da će ih se smatrati otpuštenim i da će izgubiti pravo na državne stanove. Tim su se državnim stanovima služili rudari iz Slovenije koji su radili u rudniku Kreka. Vlasti su radi osvete dio rudara i njihovih obitelji izbacile iz državnih nastamba, tzv. kolona. Rudari iz obližnjih sela Husina i Lipnice solidarno su pomogli svoje suradnike Slovence. Prije prisilnog iseljenja slovenske rudare i njihove obitelji rudari iz Husina, Lipnice (od 24. do 26. prosinca iste godine), Par Sela, Breze i Orašja spustili su se iz svojih sela volovskim kolima u Kreku te prevezli obitelji svojih drugova do rudarskih kućeraka. Rudarske obitelji u Brezi, Tuzli i Zenici iseljene su iz državnih stanova, a rudari mobilizirani. Više od 300 iseljenih rudara iz Kreke, pretežno Slovenaca, povuklo se sa štrajkačkim odborom u Husino i druga sela kraj Tuzle. 
Već sljedećeg dana u Husino i Lipnicu poslani su naoružani žandari radi odvođenja stranih radnika na stanicu u Kreku odakle su ih namjeravali deportirati u zavičajna mjesta. Rudarska solidarnost razjarila je vlasti. Poslali su jake žandarmerijske ophodnje, provaljivali u kuće, unosili strah među narod. Sve su husinske gostime htjeli protjerati i popisati imena domaćina koji su primili goste. Potom su napali dvije rudarske žene koje su bile Slovenke. To je bio drski čin koji je prelio čašu strpljenja. Rudari više nisu ništa dvojili ni čekali nego su zaposjeli brda i dali se u borbu protiv žandara. Tad je došlo do oružanog sukoba između štrajkača i žandara, pri čemu je žandar Đorđe Reljić ranjen u predijelu trbuha i istog dana podlegao ranama. Nakon ovog dovedeno je vojno pojačanje i opkoljena su sela u kojima su štrajkači pružali otpor. Njihov otpor vojsci, žandarmeriji i civilnoj gardi, koje su pokušale protjerati strance, a domaće rudare prisiliti na posao, u krvi je ugušen nakon sedam dana 28. prosinca 1920. Poginulo je sedam, a ranjeno više desetaka rudara i seljaka. 
Svi sudionici uhićeni su i privedeni na saslušanje. U optužbi ih se teretilo da su na Husinu i u Lipnici od 25 do 27. prosinca 1920. godine sudjelovali u naoružanoj gomili uz namjeru "da silom i oružjem onemoguće redarstvenoj straži i žandarmeriji izvršavanje zadatka", da su štrajkbrehera Božu Marića zvanog Brkica držali za taoca, a Juri Keroševiću na teretu su stavili ubojstvo žandara. Po naredbi vladajućeg režima protiv pobunjenih rudara i njihovih obitelji izvršene su surove represije i zvjerstva: pljačke, silovanja, prebijanja, masovna uhićenja i druga nasilja. Od posljedica terora i mučenja poginulo je i umrlo ukupno 32 rudara. Imena umrlih rudara nalaze se na spomen-ploči u Partizanskom spomen groblju u Husinu.
Glavni akteri štrajka bili su Jure Kerošević (Guja), Osman Đulović (Topčo), Mujo Đulović (Mujko), Karlo Železnik (koji je rukovodio štrajkom), Ivan Brcun, Franjo Marić, Marko Fidler, Božo Mrkić, Simo Topalović, Mijo Tomić.
Uhićeno je oko 400 osoba koje su se solidarizirale sa štrajkačima. Rudari su bili mučeni i zlostavljani tijekom saslušanja i istrage. Surovi obračun policije i žandarmerije s rudarima u Bosni i Hercegovini izazvao je opći revolt i prosvjedne akcije radnika diljem zemlje. Zbog surovosti kojom je ugašena buna, diljem zemlje izbile su pobune.

## Suđenje
Trinaest mjeseci kasnije husinska buna dobila je epilog u velikom sudskom procesu vođenom u Tuzli siječnja i veljače 1922. godine. Optužnica je teretila 350 rudara i članova njihovih obitelji, a suđeno je 20-orici sudionika (Karlu Železniku iz Zagorja na Savi koji je rukovodio štrajkom, Ivanu Bračunu iz Koprivnice, Franji Mariću s Husina, Miji Tomiću iz Ljubača, Boži Mrkiću s Husina, Osmanu Đuloviću iz Petrovica Donjih, Juri Keroševiću s Husina, Boži Mandiću iz Lipnice, Mijatu Marjanoviću iz Lipnice, Marku Peranoviću iz Lipnice, Ivi Peranoviću iz Lipnice, Simi Bisiću iz Ljubača, Marku Fidleru iz Mestinije, Miji Iličiću iz Dubrava, Marku Mariću s Husina, Simi Topaloviću s Husina, Boni Marjanoviću iz Ljubača, Ivi Marjanoviću iz Ljubača i Ibri Atiću ), od čega 11 na dugogodišnju robiju. Juro Kerošević, optužen za ubojstvo žandara Đorđa Reljića 27. prosinca 1920. godine, osuđen je na smrt vješanjem 9. siječnja 1922. godine, a 10 rudara na vremenske kazne od jednog do 15 mjeseci. Žalba za pomilovanje odbijena je 9. rujna, a priopćena mu je 24. listopada 1922. godine. Na čitanju presude sam se pokušao usmrtiti, želivši time uskratiti vlastima zadovoljstvo da ga usmrte vješanjem.
Protiv tog suđenja i za spašavanje Keroševića vođena je u zemlji i inozemstvu velika akcija solidarnosti, desetine molbi za pomilovanje iz Hrvatske i BiH uključujući i akademsku mladež zagrebačkog sveučilišta i 416 rudarskih radnika, pa su vlasti bile prisiljene zamijeniti mu kaznu smrti za 20 godina robije. U sindikalnoj kampanji za oslobađanje uhićenih rudara nakon štrajka i bune angažirao se Đuro Đaković, pisanjem se uključio Miroslav Krleža i drugi autori, brojni časopisi i radnička internacionala. Kraljevom odlukom Juro Kerošević pomilovan je na Okružnom sudu u Tuzli 4. prosinca 1922. godine. Odluka o pomilovanju od smrtne kazne izazvala je opće oduševljenje u Tuzli. Keroševiću je smrtna kazna zamijenjna s 20 godina teške robije. Izdržao je punih 17,5 godina u kaznionici u Zenici. Pušten je 1937. godine.

## Spomen
U spomen na ovu bunu i poginule rudare 1941.-1945., dan kad je izbila Husinska buna proglašen je Danom rudara. 27. srpnja 1956. godine iza sadašnjeg Bosanskog kulturnog centra, uz južnu magistralu postavljen je najveći spomenik u gradu. Spomenik, djelo hrvatskog kipara Ivana Sabolića, predstavlja rudara koji u desnoj ruci ima pušku, a pod nogama krampu.

## Zanimljivosti
- Narodna pjesma „Konjuh planinom“ inspirirana je Husinskom bunom. Otpjevana je u čast Peje Markovića, koji je poginuo 1944. godine. Bio je pripadnik husinske partizanske čete, koja je velikim dijelom bila sačinjena od husinskih rudara, sudionika bune. Glazba za pjesmu preuzeta je iz već postojeće ruske melodije.
- Televizija Sarajevo snimila je TV dramu „Husinska buna“ 1980. godine. Redatelj drame je Sava Mrmak, a pisac scenarija Veljko Radović.

## Vanjske poveznice
- (srp.) Radio Slobodna Evropa Maja Nikolić: Zaboravljene vrijednosti: Dan rudara i Husinska buna ', 21. prosinca 2012.